# Come inguaiammo il cinema italiano: La vera storia di Franco e Ciccio
 (février 2016).
Si vous disposez d'ouvrages ou d'articles de référence ou si vous connaissez des sites web de qualité traitant du thème abordé ici, merci de compléter l'article en donnant les références utiles à sa vérifiabilité et en les liant à la section « Notes et références ».
Pour plus de détails, voir Fiche technique et Distribution.
Come inguaiammo il cinema italiano: La vera storia di Franco e Ciccio (litt. « Comment nous avons embobiné le cinéma italien : l'Histoire vraie de Franco et Ciccio ») est un film italien à la croisée des chemins entre le genre documentaire et le film de fiction, réalisé par Daniele Ciprì et Franco Maresco. Produit en 2004, il fut présenté hors compétition à la 61e Mostra de Venise.

## Synopsis
Le film évoque la carrière du duo comique sicilien qui compta parmi les plus célèbres des acteurs dans leur pays, Franco Franchi et Ciccio Ingrassia ; en utilisant des archives de leur répertoire et des témoignages originaux — par-dessus tout, ceux de la famille et des amis des réalisateurs — il imprime en quelque sorte à la pellicule son propre et authentique récit cinématographique.

## Style
Quoique la disparition de Ciccio Ingrassia eût donné le jour à quelques documentaires assez exhaustifs et que l’essentiel de leur films fût désormais tombé dans le domaine public, mais ayant subi d’importants problèmes de conservation, les réalisateurs Ciprì e Maresco ont introduit des scènes typiques de leur cru telles que des recréations de spectacle de rue sicilien où le duo comique fit ses premiers pas, ce avec l’emploi du noir et blanc dont ils sont coutumiers.

## Distribution
- Franco Franchi : lui-même (films de répertoire)
- Ciccio Ingrassia : lui-même (films de répertoire)
Gregorio Napoli : lui-même
- Tatti Sanguineti : lui-même
- Tony Bruno : lui-même
- Antonietta Scalisi Bonetti : lui-même
- Giuseppe Ciprì : lui-même
- Francesco Pumo : lui-même
- Mario Merola : lui-même
- Lino Banfi : lui-même
- Pippo Baudo : lui-même
- Lando Buzzanca : lui-même
- Nino D'Angelo : lui-même
- Franco Maresco : voix du narrateur (non crédité)

## Fiche technique
- Musique : Salvatore Bonafede,
- Décors :  Cesare Inzerillo, Nicola Sferruzza
- Photographie : Daniele Ciprì
- Production : Cinico Cinema, Istituto Luce, Lucky Red
- Société de distribution en Italie : Istituto Luce, Lucky Red
- Format : couleur, noir et blanc - audio
- Langue : italien
- Dates de sortie en Italie : 2004